# Croche (musique)
Pour les articles homonymes, voir Croche.

Deux croches et un demi-soupir.

Les trois parties d'une croche.

En solfège, une croche est une figure de note représentée par une tête ovale de couleur noire, attachée à une hampe munie d'un crochet. La position de la tête de note sur la portée indique sa hauteur.
Le crochet peut être multiplié afin de diviser la durée de la note : on construit ainsi des doubles, triples et quadruples croches.
La durée d'une croche est égale à la moitié d'une noire, au quart d'une blanche, et au huitième d'une ronde. À l'inverse, elle vaut le double d'une double croche, le quadruple d'une triple croche, etc.
Par exemple, dans une mesure chiffrée /
, la croche vaut un demi-temps, soit le huitième de la totalité de la mesure.
Le silence ayant la même durée que la croche est le demi-soupir.

## Notation
La hampe est orientée indifféremment vers le haut ou le bas pour des raisons d'esthétique et de facilité de lecture. On l'oriente généralement vers le haut lorsque la note se situe en bas de la portée et inversement, pour limiter les débordements. Dans des œuvres polyphoniques, l'orientation des hampes peut servir à distinguer les différentes voix.
Pour regrouper visuellement plusieurs croches, des barres remplacent les crochets : c'est une ligature.

Quatre croches ligaturées.
Une ligature peut lier des notes appartenant à une même mesure.
Dans la musique vocale, on utilise les crochets lorsqu'à chaque note est affectée une syllabe différente (et on utilise une ligature lorsqu'une même syllabe est affectée à plusieurs notes).

Liens des notes à crochets.

## Caractères
En Unicode, les symboles sont :
- U+266A ♪ note croche (HTML : &#9834;)
- U+1D160 𝅘𝅥𝅮 symbole musical croche (HTML : &#119136;)
- U+266B ♫ deux croches ramées (HTML : &#9835;)

La simple croche peut se saisir sur les systèmes Windows, avec la combinaison de touches Alt + 13.